# Darab
Darab (perski: داراب) – miasto w Iranie, w ostanie Fars. W 2006 roku miasto liczyło 54 513 mieszkańców w 13 279 rodzinach.